# デンマークの風力発電
デンマークは1970年代に商業用風力発電の先駆的存在であり、今日VestasやSiemens Wind Powerなどのデンマークのメーカーと多くの部品供給業者により世界中の風力タービンの大部分が生産されている。風力発電は2015年のデンマークの総電力消費の42.1%を占め、2013年の33%、2014年の39%より増加した。2012年にデンマーク政府は風力による電力シェアを2020年までに50%、2035年までに84%に拡大する計画を採択した。2014年、デンマークは世界で6番目に優れたエネルギー安全保障を保持していた。

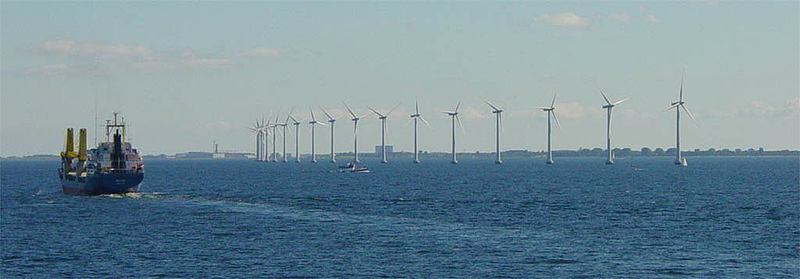
Middelgrunden洋上風力発電所

## 歴史
デンマークの発明家ポール・ラ・クールは1900年ごろに風力発電の実験を行い、指導を行い、建設を行った。
1980年代に地球温暖化への懸念が高まった際に、自国の1人当たりの二酸化炭素排出量が比較的高いことに気づいた。これは1973年と79年のエネルギー危機の後に標準となった石炭火力発電所が主な理由であった。再生可能エネルギーはデンマークにとっては自然な選択であり、他国へのエネルギー依存と地球温暖化汚染の両方が減少した。
多くの国が風力などのグリーンテクノロジーへの助成をしており、そのほとんどが実行可能な産業を作ることができなかったのに対しデンマークのシステムは例外であった。初年に初期資本コストの30%を提供し、それは徐々にゼロに落ちたが依然として固定価格買取制度を維持していた。風力タービンが年間5000万デンマーク・クローネを受け取った1985年6月に資金コスト補助金は20%に削減された。他の再生可能エネルギーは3700万を受け取った。研究機関であるTeknologisk Institutは開発をアドホックなものからシステム化された解決法へ押し上げるために多くの具体的な改善ニーズを特定した。
チェルノブイリ事故の1年前の1985年3月29日に原子力発電所の建設を禁じる法律を可決した。この過程でデンマークの草の根運動は大きな役割を担っていた。デンマークの反核運動(OOA)の笑った太陽のロゴ"Atomkraft, Nej Tak" （原子力は結構だ）が世界的に広がり、再生可能エネルギーという代替手段がデンマーク再生可能エネルギー省(OVE)により推進された。
デンマークは2005年までに炭素排出量を1988年の水準から22%削減するという目標を採択した。風力発電の計画はハードルを最小限に抑えるために当局により故意に合理化されていた。

## 風力資源
デンマークの平均風速は10mの高さで測定した際に4.9 – 5.6 m/s と比較的緩やかな値となっている。陸上風力資源は国の西部や南もしくは西に面した海岸線を持つ東部の島々で最も高い。大きな洋上風力資源を持っており、敷設が最も実現可能である水深が5 - 15mの海域が広く存在している。これらの場所は50mの高さで約8.5 – 9.0 m/sとより高い風速が提供される。風力変動の大きな問題はないが、洋上風力発電所から送電網の弱い部分の一点に接続するという風力発電の大規模なブロック接続に起因する一時的な問題がある。デンマークの風力資源は1999年にEMD International A/SとRisø National Laboratoryにより地図が作成された。マッピングにはWindPROやWAsPのモデルを使い200mのグリッド解像度を用いて行われた。結果は全国の1200以上の風力タービンで検証された。
デンマークは他のヨーロッパ諸国と、電気相互接続レベル（発電能力に対する伝送容量）44%で送電線で接続されている（例えばCross-Skagerrak）。デンマークは従来の発電所も維持しているため風力のバランスをとるための追加のピーク負荷プラントを設置する必要はない。代わりに必要に応じて近くの国から追加の電力を購入している。グリッドを強化することで、風力のシェアをさらに増加させる予定であり、2020年には50%、2035年には84%までする予定である。
アナリストは風力発電のコストは30 øre/kWhで取り扱いコストは 15 øre/kWhと予測しており、これは石炭や天然ガスの最小値55 øre/kWh よりも低い。負荷追従ができないため、風力はより低い価格になる。

## 風力に関連した消費
デンマークの地域熱供給プラントでは100ペタジュール/年が使われているが、この消費のほとんどは発電プラントに設置された電極ボイラの180MWや大型ヒートポンプの37MW由来ではない。ボイラは価格がマイナスになったときに発電所の電力を吸収して税金を払うのを避けるためにのみ使用される。風力発電による地域熱供給の拡大は税金なしで経済的に効率的であると計算されている。
家庭用ヒートポンプの数は2015年に非課税木質ペレットにより7万台に達し、2035年に小型ヒートポンプが30万台に達するという目標は達成されにくく、電力税が削減されない限り風力発電の価値が下がることはない。

## 容量と発電量
2015年末現在、デンマークの容量は5,070 MWである。
デンマークは風力発電の割合が世界で最も高い。2015年に風力発電で総電力消費の42%を発電し、2014年の記録39%を上回った。2014年1月には、シェアは61%となった。風力発電が最も低い月は7月で23%であった。太陽光発電量は548 MWであった (2015年末には790 MW)。ピーク発電期間は2013年12月21日に起き、このときの風力発電シェアは102%であり、1時間当たりのシェアは135%であった。
デンマークの風力発電に関する報告では風力発電ネットワークが2002年の54日間の平均需要の1%未満を提供していることに言及している。
2005年のデンマークの風力発電容量は3,127 MWで23,810 TJ (6.6 TW·h) のエネルギーを生産した。実際の平均生産量は755 MWであり、容量係数は24%であった。2009年、容量は3,482 MWまで成長した。この増加のほとんどはフレデリック皇太子により2009年9月17日に発足された209MWのHorns Rev 2洋上風力発電所であった。2010年の発電容量は3,752 MWに増加し、この年の増加の大部分はRødsand-2洋上風力発電所に由来するものであった。2014年の最大増加は400 MWのAnholt wind farm由来であった。
風力発電出力は一般的にメリットオーダー効果を介してスポット市場価格を下げる。2008年にはこれにより税引き前の電気代が純減した（固定価格買い取り制度による増加とのバランスを取る）。
| 年                                       | 1970  | 1971  | 1972  | 1973  | 1974  | 1975  | 1976  | 1977  | 1978  | 1979  |
| ---------------------------------------- | ----- | ----- | ----- | ----- | ----- | ----- | ----- | ----- | ----- | ----- |
| 風力設備容量 (kW)                        |       |       |       |       |       |       |       | 52    | 813   | 1,090 |
| 発電量 (MW·h)                            |       |       |       |       |       |       |       |       | 120   | 240   |
| 年                                       | 1980  | 1981  | 1982  | 1983  | 1984  | 1985  | 1986  | 1987  | 1988  | 1989  |
| 風力設備容量 (MW)                        | 2.7   | 6.3   | 10.6  | 14.3  | 19.8  | 47.0  | 72.4  | 111.9 | 190.3 | 246.7 |
| 発電量 (GW·h)                            | 2     | 5     | 12    | 19    | 26    | 44    | 104   | 154   | 266   | 398   |
| 年                                       | 1990  | 1991  | 1992  | 1993  | 1994  | 1995  | 1996  | 1997  | 1998  | 1999  |
| 風力設備容量 (MW)                        | 326   | 393   | 436   | 468   | 521   | 600   | 814   | 1,123 | 1,438 | 1,753 |
| 発電量 (TW·h)                            | 0.57  | 0.68  | 0.83  | 0.92  | 1.06  | 1.09  | 1.19  | 1.89  | 2.76  | 3.00  |
| 年                                       | 2000  | 2001  | 2002  | 2003  | 2004  | 2005  | 2006  | 2007  | 2008  | 2009  |
| 風力設備容量 (MW)                        | 2,390 | 2,497 | 2,890 | 3,116 | 3,123 | 3,127 | 3,135 | 3,124 | 3,163 | 3,482 |
| 発電量 (TW·h)                            | 4.22  | 4.31  | 4.86  | 5.56  | 6.58  | 6.61  | 6.11  | 7.14  | 6.98  | 6.72  |
| 電力供給における風力発電のシェア (%)     | 12.1  | 12.2  | 13.9  | 15.8  | 18.5  | 18.5  | 16.8  | 19.7  | 19.1  | 19.3  |
| 年                                       | 2010  | 2011  | 2012  | 2013  | 2014  | 2015  | 2016  | 2017  |       |       |
| 風力設備容量 (MW)                        | 3,752 | 3,927 | 4,162 | 4,792 | 4,855 | 5,070 | 5,229 | 5475  |       |       |
| 発電量 (TW·h)                            | 7.81  | 9.77  | 10.27 | 11.12 | 13.08 | 14.13 | N/A   | N/A   |       |       |
| 国内電力供給における風力発電のシェア (%) | 20.2  | 28.0  | 33.7  | 32.2  | 41.0  | 49.2  | N/A   | N/A   |       |       |
| 国内電力使用における風力発電のシェア (%) | 21.9  | 28.2  | 29.9  | 32.7  | 39.1  | 42.0  | 37.6  | 43.4  |       |       |

### ピーク記録

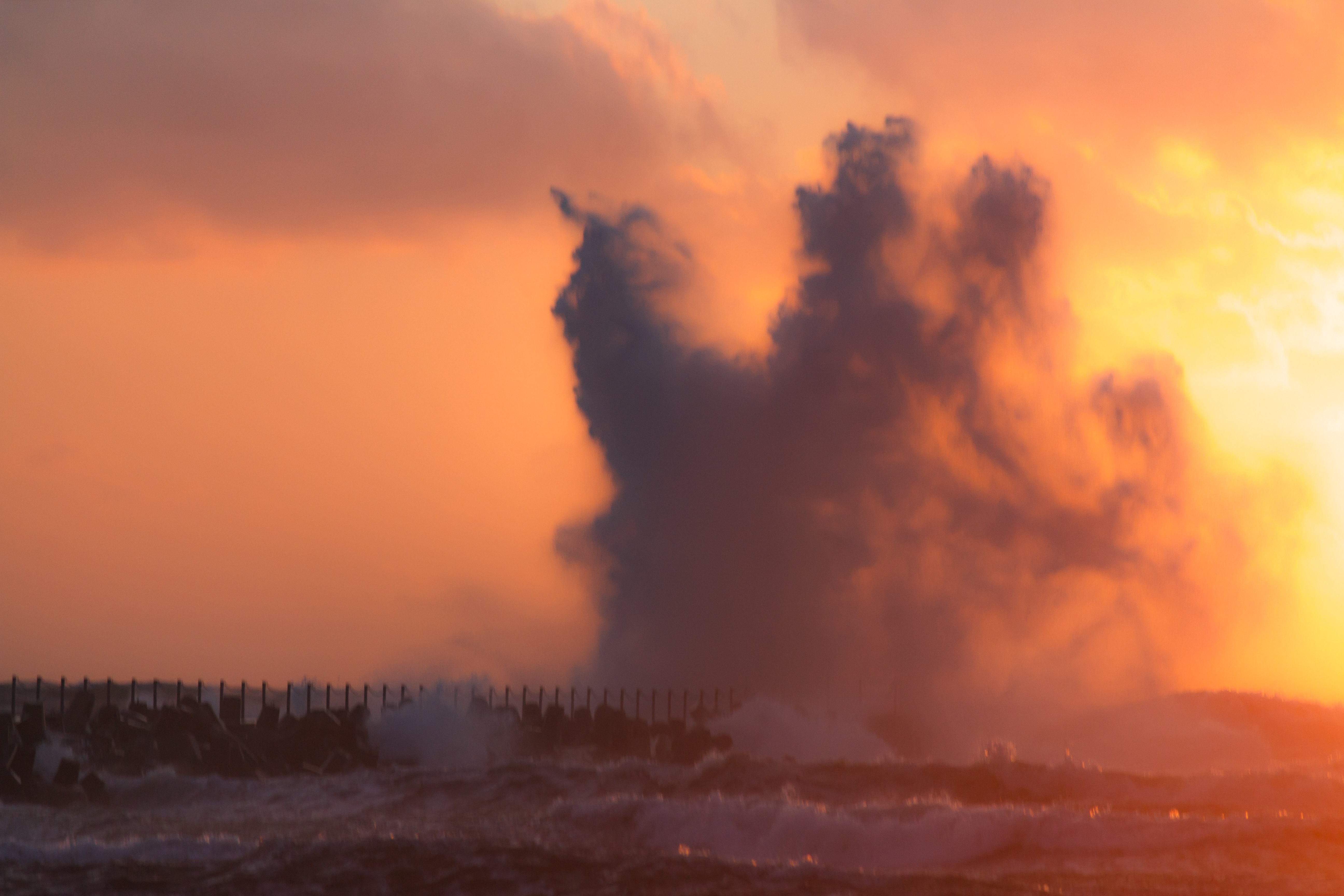
2015年7月9日夜にデンマークの北海沿岸で猛烈な波が発生し、最大ピーク発電量記録を更新した。

デンマークは引き続き追加容量を設置しており、新たな生産記録を出し続けている。これは容量増加の自然な結果である。2015年7月9日の夕方は風が異常に強かったため、全国の電力消費量の116%が風力発電所で発電され、翌朝3時には低需要であったため、風力発電が顕在需要の140%を超えた。

### デンマークでの将来的な発電所

#### 洋上
2012年3月22日、デンマーク議会の全議員の95%を代表する政党の連合は、洋上風力を1,500 MW増加させることに合意した。1,500 MWの追加容量は将来のウィンドファーム、容量400 MWで北海にあり77 øre/kWhであるHorns Rev 3や、37.2 øre/kWhで容量600 MWでありドイツとスウェーデンの国境近くのバルト海にあるKriegers Flakを建設することにより達成予定である。Kriegers FlakはドイツのBaltic 2 Offshore Wind Farmを通してデンマークとドイツを400MWケーブルで接続するためにも使われ、Energinetは2016年初頭に電気機器を注文している。Horns Rev 3は2019年に操業予定であり、Kriegers Flakと全ての沿岸風力発電所は2021年ごろに完全に稼働する予定である。Kriegers Flakの事前資格審査には8団体が応募を出し、そのうち7つが承認されている。これはHorns Rev 3での競争に承認された4社よりも3社多く、いずれもAnholtの単一入札者より多くの入札者がいる。

#### 沿岸
さらに450 MWまでの総容量を有する6つの沿岸風力発電所が50 MWの実験的な洋上風力発電所とともに建設される予定である。沿岸のものは海岸に近く陸上に変圧器を設置しコストを削減できるという点で今までの洋上のものとは異なる。最初の350 MWは2015年に入札が呼びかけられ、最高額は70 øre/kWhであった。Vattenfallは2016年9月に350 MWの沿岸発電所に対し最低価格である47,5 øre/kWhで入札したが、政情は不透明であった。

#### 陸上
洋上計画に加え、正味容量500 MWの陸上風力発電所が2020年まで建設される予定である。500 MWの追加正味容量は1,300MWの旧式風力タービンの廃止と、それと同時に行われる1,800MWの新式風力タービンの建設を組み合わせた結果予測されるものである。

### デンマークからの電気輸出
年間風力発電量は現在デンマークで消費される電力の約39%にあたる（2014年）。デンマークの消費のこの割合には異論がある。なぜならノルウェー（及びある程度はスウェーデン）のかなりの水力資源が低損失のグリッドストレージとして使用されているからである。水力は風力発電が発電しているときには発電を迅速に減らし後に水を節約することができ、また、風力発電の出力が落ちた時にはデンマークに電気を輸出することができる。短期的にはデンマークは昼間にノルウェーから電気を輸入し、夜間には輸出をしている。長期的には夏に電気を輸入し、冬に輸出している。秋冬は風が強く、消費量も多い。生産と消費をタイムシフトするこの事業は石炭と原子力発電所のバランスを取った揚水発電で世界中で見ることができる。
ノルウェーとのタイムシフトの取引では、デンマークはDKK 157/MWh で輸出し、DKK 212/MWh.で輸入している。ノルウェーとデンマークの風力発電の相関は低い。市場価格はときどき風が強いときや消費量が低いときには0近くかそれ以下になるときがある。2014年、46時間マイナス価格であり、3770万DKKの費用がかかった。2015年、西デンマークで65時間、東デンマークで36時間マイナス価格が発生した。これは時間の1%未満である。デンマークの価格はドイツの価格がさらにマイナスである場合、主にマイナスとなる。2015年9月2日の24時間は西デンマークで中央発電所が稼働していない最初の時であり、補償国によりグリッドの安定性が維持された。
デンマークは、一般的にノルウェー、スウェーデン、ドイツのずっと大きな市場間の電気取引の中継国であり、オランダ (COBRAcable) とイングランド (Viking Link) にもケーブルを追加する計画があり、さらに電気の交差点としての役割を増加させている。
輸出されている風力発電の40%までの要求がなされているが、輸出されたのはわずか1%であると主張されている。
最初の議論によると、即時的な需要を超える電力は低価格で近隣諸国に輸出される。これによる利益の一部はデンマークの北部の隣国に行く。デンマークが電力を輸出する場合、送電するための輸入市場での価格よりも低くなければならない現物市場価格で売られている。
2つ目の議論によると、輸出と風力発電の相関は弱く、地域熱供給のために部分的に稼働している従来の火力発電プラントと同様の相関関係が存在する。一方で原因分析によるとデンマークからの輸出は通常メリットオーダー効果の結果として発生し、大規模な火力発電所が予備容量を有するときには、電気のスポット市場価格が高い。
いずれにしても、輸出価格は両地域の価格の中間であるため、輸出TSO (Energinet) は年間5億DKKの関税を払うために利益を用いる。風力発電会社はデンマークが輸入するよりも高い価格で電力を輸出していると主張している。

## 経済事情

### 風力タービン産業

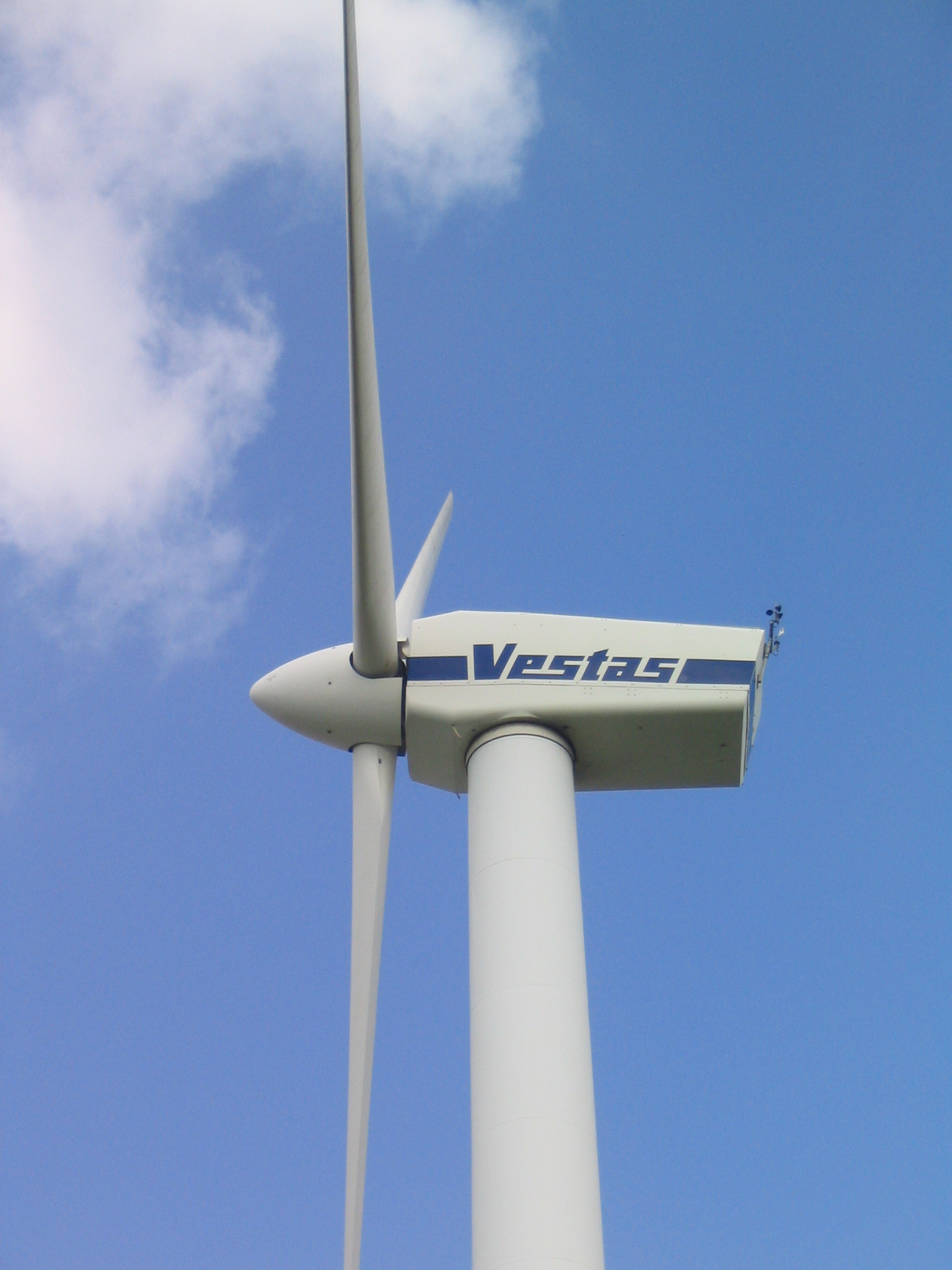
ベスタスの風力タービン

デンマークの風力タービン産業は世界最大である。国内生産の約90%が輸出されており、2003年にデンマーク企業が世界のタービン市場の38%を占め、その業界で約2万人が雇用され、約30億ユーロの売上高を達成した。投資利益率は金融危機前の20%近くから数年後に10%に落ちた。2014年には840億DKKの売上高となった。
デンマークに生産拠点を持つ最大の風力タービンメーカーはベスタスとSiemens Wind Powerである。
デンマークの風力発電開発は研究開発、認可、試験、基準の準備などの主要分野における公的資金研究と産業の緊密な連携により特徴づけられる。例えば1980年代に多数の小さなデンマーク企業がカリフォルニア州で販売する風力タービンを開発しており、デンマークのRisø研究所は試験施設と認証手続きを提供していた。これらの結果として信頼性の高い製品とデンマークにおけるタービン製造業の急速な拡大が実現した。部品はオーデンセのLORCで検査され、4-8 MWの新たな大型プロトタイプタービン（デンマーク以外のものも含む）がØsterildで検査されている。限られた生産量のタービン (4つの66kVケーブルつきジーメンス7MW) はNissum Bredningで地元の人々により部分的に調達された3億DKKの費用でサポートされる予定である。

### デンマークの風力経済
消費者の電気価格がどのように構成されているか
デンマークの電気料金（PSO, よりクリーンなエネルギーの費用）はEUで平均的であるが、税金はヨーロッパで最高である。税金は国にとってかなりの収入であり、税金の構成を「よりグリーンな」混合物にすることは難しい。政府関係者によると、税金の大部分は環境問題に基づくものではない。電気消費者によりクリーンな電気の生産者に支払われるPSO-money for cleaner energyの年間50億DKKとは対照的である。これらの料金は政府の消費に用いられることはない。
新たな風力タービンへの実際に消費者が支払うインセンティブ(PSO)は委任の年に依るが、普通は限られた時間内で1kWhあたり約25オーレ (3.4ユーロセント)であり、58 øre/kWhを超えるとサポートは割り引かれる。PSOはバイオマス、太陽光、地域熱供給にも使用されている。2013年の総PSOは58億DKKであり、そのうち32億DKKは風力であった。2015年には電力費はたった32%であり、PSO は9%、料金とVATは残りの59%であった。
風力発電は石炭、石油、ガス発電をある程度排除し、化石燃料のランニングコストを削減する。石炭の消費量は10年間で1/2より小さくなった。風力発電は価格変動性をわずかに低減させる。
批判
2009年、エネルギー研究所 (Institute for Energy Research) はデンマークのシンクタンクCEPOS (Centre for Political Studies) にデンマークからの電力輸出とデンマークの風力産業の経済的影響について報告するよう依頼をした。この大いに批判された報告書によると、デンマークの人々は欧州連合で最も高い住宅電力料金を支払っており（主に政府収入であるが、一部は風力発電を助成する）、2001年から2008年の間の二酸化炭素を1トン節約する費用は平均647DKK （87ユーロ、124アメリカドル）であった。また、風力産業の雇用の90%は他の技術産業から移ったものと推定され、その結果デンマークのGDPは、2001年から2005年までに年間17 - 26億DKK（およそ3億2千万 - 4億8千万アメリカドル）の補助金を払わなかった場合よりも18億DKK（2億7千万アメリカドル）低いと報告されている。この報告は後に大いに批判を受けた。まず初めにデンマークの工学雑誌Ingeniørenは、この報告書はIERを通じてアメリカの石油・石炭ロビーにより命じられ支払われたものであると主張した。後にデンマークの全て技術大学の研究者や教授が報告書に対し共同で回答し、これに反論した。CEPOSからの報告書は気候・エネルギー大臣Lykke FriisがCEPOSや報告書によって行われた業務に不信を抱くという政府レベルにさえなった。世界原子力協会はその報告書は、アメリカが2030年までにデンマークがすでに達成している風力から20%の電力を発電することを可能にすると主張されたオバマ大統領が2009年アイオワ州ニュートンで行ったアースデイの演説に対するIERの返答であると推定している。

### 風力タービン組合
風力発電への投資を促進するために家庭は自らもしくは隣接する自治体内で電力を発電するための免税を受けることを提案された。これにはタービンを完全に購入することも含まれるかもしれないが、より多くの場合家庭は風力タービン組合の株式を購入し、風力タービン組合はコミュニティ風力タービンに投資した。1996年までそのような組合がおよそ2,100あった。意見調査はこの直接的な関与が風力タービンの人気を助け、デンマーク人の約86%が既存の燃料源と比較して風力エネルギーを支持していることを示している。
風力タービン組合の役割は単一タービンに限られない。2000年に建設され20のタービンを備える世界最大の洋上ファームであるMiddelgrunden洋上ウィンドファームはMiddelgrunden風力タービン組合の1万人の投資家が50%を所有し、残りの50%はAvedøre沿岸タービンと同様に自治体の電力会社が所有している。
2001年までに10万以上の家庭がデンマークの全風力タービンの86%を設置した風力タービン組合に所属していた。2004年までに15万以上が会員もしくは所有タービンであり、約5,500台のタービンが設置されていたが、民間セクターの関与が大きかったため、組合の所有割合は75%に低下した。この組合モデルもドイツやオランダに広がっている。

#### サムセー島
サムセー島は2000年に1メガワットの陸上風力タービンを11基建設し、次いで2003年に2.3MWの洋上風力タービンを10基建設した。他の再生可能エネルギーの手段とあわせてこの共同体の4,200人は名声を獲得し、地球上で最大のカーボンニュートラルな集落であると主張している。この主張はもし持続的な供給源からの年間平均電力発電量が消費された全エネルギーよりも高い場合、化石燃料消費（車、輸入した電気、家庭用の暖房など）による二酸化炭素およびその他の汚染を無視することができるという一般的な論説を利用している。

## 関連書物
- Boyle, Godfrey (2004). Renewable energy: Power for a sustainable future, Oxford University Press, ISBN 0-19-926178-4
- Caldicott, Helen (2006). Nuclear power is not the answer to global warming or anything else, Melbourne University Press, ISBN 0-522-85251-3